# Chrysopilus bisectus
Chrysopilus bisectus är en tvåvingeart som beskrevs av H. Oldroyd 1939. Chrysopilus bisectus ingår i släktet Chrysopilus och familjen snäppflugor. Inga underarter finns listade i Catalogue of Life.